# 埃斯多·曼考夫斯基
埃斯多·曼考夫斯基（英語：Isidore Mankofsky，1931年9月22日—）是一名美國電影攝影師。他為大英百科全書拍摄了超過2000部教育性影片。

## 演出作品
- 《时光倒流七十年》（1980 Somewhere in Time）
- 《魔星傳奇》（1985 Ewoks: The Battle for Endor）
- 《再见人生》（1985 Better Off Dead）

## 外部連結
- 埃斯多·曼考夫斯基在互联网电影资料库（IMDb）上的資料（英文）